# Beauregard-de-Terrasson
Beauregard-de-Terrasson é uma comuna francesa na região administrativa da Nova Aquitânia, no departamento Dordonha. Estende-se por uma área de 7,96 km². Em 2010 a comuna tinha 706 habitantes (densidade: 88,7 hab./km²).